# كونوارا باب (فلم)
كونوارا باب (بالهندية: कुँवारा बाप) (بالإنجليزية: Kunwara Baap) بالعربية معناه الأب العازب هو فيلم هندي عام 1974 من إنتاج أمارلال شابريا. استنادًا إلى فيلم تشارلي شابلن الطفل (1921) فهو فيلم يحمل رسالة جادة حول التطعيم ضد شلل الأطفال. يقوم محمود بإخراج الفيلم ويشارك في بطولته أيضًا إلى جانب بهاراتي وفينود ميهرا والممثلة التاميلية مانوراما وابن محمود ماكي علي وغيرهم من الأدوار الرئيسية.

## حبكة
تلعب بهاراتي دور زوجة فينود ميهرا المهجورة. تتخلى عن طفلها حديث الولادة خارج المعبد حيث يتم إنقاذه بواسطة عربة التوكتوك (محمود). يصاب الصبي بشلل الأطفال ويشعر سائق الريكشا بالذنب بعد أن حذره الطبيب (سانجيف كومار). يعد برعاية الصبي (ماكي علي) ويحبه كما لو كان ابنه.
في هذه الأثناء، يتصالح والدا الصبي الحقيقيان ويلجأان إلى ضابط شرطة (فينود خانا) للحصول على المساعدة في العثور على ابنهما المفقود. عندما يتم العثور على الصبي، فإن سائق عربة الريكشا لا يرغب في التخلي عنه. يحثه الشرطي على القيام بذلك، حيث أن الوالدين أغنياء ويمكنهم دفع تكاليف عملية جراحية تساعد الصبي على المشي مرة أخرى. وهو يفعل ذلك بحزن. يعود الصبي مع والديه بعد العملية الجراحية فقط ليرى عربة الريكشا تموت. وينتهي الفيلم بقيام الممثل محمود بالوقوف وشرح للجمهور أن موته كان من أجل الكاميرا، ولكن شلل الأطفال حقيقي وقاتل، ويجب على الناس تطعيم أطفالهم. يوم الرياضة، وهو مشهد رئيسي في الفيلم، تم تصويره في مدرسة بيشوب كوتون للبنين في بنغالور حيث كان الصبي يدرس.
كان لكونوارا باب ظهور خاص لعدد من النجوم مثل دارميندرا، هيما ماليني، سانجيف كومار، أميتاب باتشان، فينود خانا، يوغيتا بالي، دارا سينغ، لاليتا باوار ولاكي علي. كان هذا أول فيلم للملحن الموسيقي الشهير راجيش روشان.

## الممثلون
- محمود في دور ماهيش (عربة الريكشوالا)
- بهاراتي في دور رادها
- فينود ميهرا
- ماكي علي في دور هندوستان
- مانوراما في دور شيلا
- بوشان تيواري في دور كالو دادا
- نذير حسين مديراً لمدرسة بيشوب كوتون
- ممتاز علي في دور والد شيلا
- عباس علي في دور المتسول في محطة الحافلات
- موكري في دور هافالدار
- سوندر في دور البانديت

ظهور ضيف
- دارميندرا في دور نفسه
- هيما ماليني في دورها
- سانجيف كومار في دور الطبيب
- أميتاب باتشان في دور أنتوني
- فينود خانا في دور المفتش راميش
- يوغيتا بالي كزوجة مزيفة لماهيش
- دارا سينغ في دور المصارع نفسه
- أسيت سين كحكم حلبة
- ماروتي كرجل دارا سينغ في أرينا
- لاليتا باوار في دور مديرة دار الأيتام
- الفنان لاكي علي في دور الطفل

## الموسيقى التصويرية
| أغنية                         | مغني                               |
| ----------------------------- | ---------------------------------- |
| "ساج راحي غالي ميري ما"       | محمد رفعي، محمود                   |
| "مين هون غودا يه هاي جادي"    | كيشور كومار، محمود                 |
| "اري اجا نينديا"              | كيشور كومار، لاتا مانغيشكار، محمود |
| "جاي بهوليناث، جاي هو برابهو" | كيشور كومار، لاتا مانغيشكار        |

## روابط خارجية
- مقالات تستعمل روابط فنية بلا صلة مع ويكي بيانات